# تيم وايت
تيم وايت (بالإنجليزية: Tim White)‏ هو ضابط أمريكي، ولد في 30 يوليو 1950 في ديترويت في الولايات المتحدة.